# Języki italskie
Języki italskie – podrodzina języków indoeuropejskich, z których jeden (łacina) dał początek współczesnym językom romańskim.
W okresie archaicznym języków italskich (VIII wiek p.n.e. – początek n.e.) na terenie Italii używano kilku języków z tej grupy: oskijskiego, umbryjskiego, faliskijskiego, a w Rzymie i okolicach łaciny. Niektórzy językoznawcy zaliczają do tej grupy także język wenetyjski. Najstarszy hipotetyczny zapis w języku łacińskim wykonany na tzw. fibuli z Praeneste pochodzi z VII lub VI wieku p.n.e. Na początku naszej ery łaciną posługiwano się już na terenie całej Italii – tym samym rozpoczął się okres klasyczny (początek n.e. – 476). Okres ten przynosi rozkwit łaciny, którą posługiwano się na całym terytorium cesarstwa rzymskiego. Wytworzyły się wówczas dwie odmiany językowe: łacina literacka (klasyczna) i łacina ludowa. Już w III wieku różnice między nimi były znaczne. Po upadku imperium łacina klasyczna wyszła z użycia, natomiast łacina ludowa spełniła funkcję prajęzyka dla języków romańskich. Okres od 476 do 800 roku nosi nazwę okresu preromańskiego, okres następny (od 800 roku) to okres romański. Z X wieku pochodzą najstarsze zapisy języków: włoskiego, hiszpańskiego i prowansalskiego.
Starożytne języki italskie, z wyjątkiem łaciny, są słabo poświadczone i znane tylko z nielicznych inskrypcji, a także słów zapożyczonych do innych języków.

## Klasyfikacja języków italskich
języki indoeuropejskie
języki italskie
- języki oskijsko-umbryjskie †

- oskijski †
- umbryjski †

- języki latynofaliskie †

- faliskijski (faliski) †
- łaciński (łacina)

- języki romańskie (ok. 750 mln)

Oznaczenia:
† – język wymarły lub dawne stadium historyczne języka dzisiejszego